# Melonechinus
Melonechinus is een geslacht van uitgestorven zee-egels, dat leefde tijdens het Vroeg-Carboon.

## Beschrijving
Deze zee-egel had een grote, bijna bolvormige schaal, die was samengesteld uit dikke, veelhoekige platen. De ambulacraal- en interambulacraalvelden (het deel van het skelet, dat tussen de ambulacra is gelegen) waren beide samengesteld uit diverse rijen plaatjes. De diameter van het ambulacraalveld vertoonde een verdikte richel. De normale diameter bedroeg ongeveer 8 cm.

## Leefwijze
Dit geslacht bewoonde zeegebieden tussen riffen.